# Шестая поправка к Конституции США

Официальный текст Билля о правах

Шестая поправка к Конституции США устанавливает права обвиняемого, в том числе право на суд присяжных. Является частью Билля о правах.
Как и другие поправки, составляющие Билль о правах, она была внесена в конгресс 25 сентября 1789 года и ратифицирована необходимым количеством штатов 15 декабря 1791 года.

## Текст
При всяком уголовном преследовании обвиняемый имеет право на скорый и публичный суд беспристрастных присяжных того штата и округа, ранее установленного законом, где было совершено преступление; обвиняемый имеет право быть осведомленным о сущности и основаниях обвинения, право на очную ставку со свидетелями, дающими показания против него, право на принудительный вызов свидетелей со своей стороны и на помощь адвоката для своей защиты.

## Права, установленные данной поправкой

### Скорый суд
Обвиняемые в уголовных преступлениях имеет право на скорый суд. В Решении Верховного суда США по делу Баркера против Винго (Barker v. Wingo) были очерчены критерии, согласно которым суд может установить, было ли нарушено право обвиняемого на скорый суд. Для этого используется четыре фактора:
- Продолжительность задержки: задержка в год и более между арестом или предъявлением обвинения и преданием суду — считается излишней, хотя Верховный суд никогда не устанавливал конкретный граничный срок рассмотрения уголовного дела.
- Причина задержки: обвинение не имеет права излишне затягивать процесс, но суд можно отложить для обеспечения явки свидетелей или по иным уважительным причинам
- Согласие обвиняемого: если обвиняемый сам просил отложить рассмотрение дела или дал на него согласие, то в дальнейшем он не имеет права жаловаться на данную задержку
- Размер причинённого задержкой ущерба

В деле Странк против США (Strunk v. United States), Верховный суд США установил, что в случае, если апелляционный суд установит факт нарушения права на скорый суд, приговор должен быть отменен, а дело закрыто. Суд решил, что нарушения права на скорый суд настолько сильно нарушает права обвиняемого, что никакая другая компенсация не применима: все обвинения по такому делу должны быть сняты.

### Публичный суд
В деле Шеппарда против Максвела (en:Sheppard v. Maxwell) Верховный суд США постановил, что право на публичный суд не является абсолютным. В случае, если публичность может нарушить права подсудимого суд может ограничить доступ публики на судебное заседание. При этом должно быть доказано, что никакие другие способы не позволят предотвратить нарушение охраняемых законом прав.

### Независимое жюри присяжных
Право на рассмотрение дела с помощью жюри присяжных зависит от сути обвинения. Например, незначительные преступления, максимальный срок наказания за которые не превышает 6 месяцев лишения свободы, не рассматриваются присяжными. Это правило действует даже в случаях, когда подсудимый обвиняется в нескольких подобных правонарушениях, в результате чего суммарное наказание может быть более 6 месяцев.. Кроме того, преступления, совершенные несовершеннолетними часто рассматриваются судом по делам несовершеннолетних. В этих судах подсудимый может получить намного меньшее наказание, однако теряет право на рассмотрение дела присяжными.
Первоначально Верховный суд США постановил, что шестая поправка гарантирует право на суд с помощью жюри присяжных в порядке, определенном традициями жюри присяжных Англии. Таким образом, жюри присяжных должно состоять из 12 человек, которые могут принимать решение лишь единогласно. С принятием четырнадцатой поправки Верховный суд США расширил действия суда присяжных на внутренние суды штатов. Однако, суд постановил, что двенадцать присяжных являются лишь историческим прецедентом. Жюри присяжных может быть полномочным при наличии в нем не менее шести членов.. Кроме того, было установлено, что требование единогласности касается лишь жюри присяжных федерального суда. Штаты обязаны обеспечивать право на суд присяжных, но могут устанавливать свой порядок принятия решений.
Шестая поправка обязывает присяжных быть независимыми. Независимость трактуется как личная незаинтересованность в исходе судебного процесса. Во время подготовки к судебному процессу каждая сторона имеет право опросить потенциальных присяжных с целью выявления их личной заинтересованности и требовать их исключения из состава жюри. В случае, когда закон даёт право подсудимому отводить присяжных без объяснения причины, он не может обжаловать приговор ссылаясь на неправомерный отказ судьи отвести присяжных, отвод которым был заявлен с объяснением причины, так как подсудимый имел полное право удалить их вопреки решению суда.
Ещё один фактор, определяющий независимость жюри присяжных — это способ их отбора. Отбор должен происходить среди достаточно широкого пласта населения. Подсудимый может оспорить приговор основываясь на том, что в состав потенциальных присяжных входит непропорционально большое число представителей определенного слоя населения, или же представители определенного слоя систематически исключались из состава потенциальных присяжных. Так, в деле Тейлор против Луизианы (en:Taylor v. Louisiana), Верховный суд США признал неконституционным закон штата, позволяющий включать в состав потенциальных присяжных лишь тех женщин, которые подписали заявление о желании быть присяжными, при этом включая в список всех мужчин.
Статья 3 Конституции США предусматривает, что присяжные выбираются среди жителей штата, в котором было совершено преступление. Шестая поправка расширяет это правило, указывая, что конкретный судебный округ должен определяться законом. Кроме того, Верховный суд разъяснил, что суд должен проходить в округе, где было совершено преступление. Лишь в случае, когда преступление задело несколько округов или же было совершено вне территории штата (например, в открытом море) место проведения суда может быть определено законом США.

### Право на очную ставку
Защита должна иметь возможность оспорить показания свидетеля и провести его перекрестный допрос. Это правило перешло в США из британских законов, запрещающих принимать в качестве доказательств слухи, а именно показания свидетеля о том, что другое лицо знает о некоторых фактах. При нарушении этого права подсудимый теряет возможность оспорить правдивость фактов. Существует несколько исключений из этого правила, например, в случае, если допрошенный следствием свидетель не дожил до суда. Тем не менее, Верховный суд США указывает на необходимость разделения правила о недопустимости принятия слухов в качестве показаний и права на очную ставку. Так показания подсудимого на досудебном следствии могут быть доказательствами его вины, в то же время эти же показания не могут доказывать вину соучастников, если только подсудимый сам не повторит их в суде.
Иногда из данного правила делаются исключения. Например, бывают случаи, когда показания свидетеля, данные им до суда могут быть зачитаны на процессе в случае, когда свидетель пропал без вести. Тем не менее, такие показания часто отклоняются в связи с невозможностью для подсудимого провести перекрестный допрос такого свидетеля. Также не могут приняты в качестве показаний записанные слова человека, не предполагавшего, что эта запись будет использована в суде. Так данные медика, осматривающего потерпевшего, не могут быть использованы в качестве доказательства без вызова в суд самого медика.
Это правило, также, обязывает обвинение представить в суде все вещественные доказательства, чтобы подсудимый мог осмотреть их и оспорить их идентичность или значимость для дела. Обвинение не может ссылаться на вещественное доказательство, которое не было представлено в суде.

### Право на принудительный вызов свидетелей
Принудительный вызов свидетелей — это право обвиняемого требовать вызова свидетелей, которые могут дать показания в его пользу. Если такой свидетель отказывается давать показания, суд по просьбе подсудимого может понудить его к показаниям. Однако, в некоторых случаях суд может отказать защите в вызове свидетеля, например, если адвокат заявил ходатайство о вызове свидетеля после выступления всех свидетелей обвинения с целью получения тактического преимущества.

### Право на адвоката
Обвиняемый имеет право выбрать себе адвоката или защищать себя самостоятельно. Суд может не принять отказ от адвоката в случае, если очевидно, что подсудимый не в состоянии самостоятельно защищать себя и не понимает последствий своего отказа.
Первоначально шестая поправка не трактовалась таким образом, что государство обязано предоставить адвоката, если человек не может оплатить его услуги. Однако, начиная с 1933 года Верховный суд США начал расширять применение поправки. Так в деле Powel v. Alabama, 287 U.S. 45 (1932), было постановлено, что «в делах, где подсудимому угрожает смертная казнь, а сам подсудимый не может адекватно защищать себя из-за необразованности, слабоумия, неграмотности и прочих подобных обстоятельств суд обязан назначить ему адвоката, независимо от его желания». В деле Johnson v. Zerbst, 304 U.S. 458 (1938), Верховный суд США постановил, что во всех делах, рассматриваемых федеральными судами, суд должен предоставлять адвоката подсудимым, которые не могут себе позволить нанять адвоката. Тем не менее, в то время в судах штатов адвокат мог быть предоставлен бесплатно лишь при наличии «особых обстоятельств».
В 1961 году это право на бесплатного адвоката было расширено на федеральные суды и суды штатов во всех делах, где подсудимому угрожает смертная казнь. В 1972 году это правило было распространено на все тяжкие преступления, а в 1979 году — на любое дело, наказанием за которое может быть лишение свободы. Право на адвоката возникает с началом уголовного преследования конкретного человека. Если подсудимый задержан — процесс считается однозначно начавшимся.

#### Право защищаться самостоятельно
В практике США это правило означает, что человек может отказаться от адвоката и взять защиту «в свои руки». Тем не менее, суд может не принять отказ от адвоката, мотивируя это неспособностью человека защищать себя самостоятельно. Кроме того, это право не применимо в апелляционном суде.
Если человек защищает себя самостоятельно, администрация тюрьмы не обязана предоставлять ему юридическую литературу для подготовки к процессу.